# 니시가키 쇼
니시가키 쇼(西垣 匠, 1999년 5월 26일~)는 일본의 배우이다. 
이시카와현 출신. 도호 예능 소속. 신장 178cm, 혈액형은 B형.

## 약력
하쿠야마 시립 호쿠세이 중학교를 졸업한 후, 이시카와 현립 가나자와 사쿠라오카 고등학교 지정 학교의 추천으로 게이오기주쿠 대학 법학부 정치학과에 입학.
대학교 2학년이 되던 2019년, 친구의 추천으로 참가한 「미스터 게이오 콘테스트 2019」에서 대상을 수상. 여러 기획사에서 스카우트를 받았지만, 당시에는 연극이 어떤 일인지 몰랐기 때문에 일단 명함을 받고 거절했다. 그러나 그 후, “재미있을 것 같고, TV에 나오는 것도 멋지다”라고 하는 생각을 가지고 연예기획사에서 1년간 연습생으로서 연기 레슨을 받지만, 데뷔에는 실패한다.
2020년 말, 배우가 되는 것을 포기할까라고 고민하고 있을 때, 지금의 매니저에게 스카우트되어 도호 예능에 소속하게 되었다. 2020년 12월 23일이 정식 데뷔이다.
2021년에는 TV 드라마 《빠졌어, 너에게.》에 출연하며 배우로 데뷔를 했다.
2022년에는 무대 《로즈와 사무라이 2 해적 여왕의 귀환》에 출연. 극단☆신칸센의 첫 참가로 첫 무대 출연이다.

## 인물
- 취미는 게임, 코미디 시청[1], 자아 탐색.

- 특기는 펜싱[1]. 초등학교 3학년 때 아버지의 지도하에 펜싱을 시작해, 이시카와 현립 가나자와 사쿠라오카 고등학교에는 펜싱부가 없었기 때문에 아버지가 가르치는 학교에 다녔다. 고등학교 시절에는 청소년 쿼터에서 일본 대표로 선발되었고[9], 이시카와현 고등학교 개인 에페 종합 우승, 호쿠신에츠 고등학교 개인 에페 종합 챔피언, 전국 펜싱 종합 대회 에페 개인 6위에 올랐다.

- 어렸을 때 토비 맥과이어 주연의 영화 《스파이더맨》 시리즈에 영향을 받아 배우보다는 영화 감독 등 무대 뒤의 일에 흥미를 느꼈다.[10]

- 목표의 배우는 오카다 마사키.

- 연예인으로서의 첫 번째 친구는 드래곤 사쿠라[3]에 공동 출연한 니시야마 준.

- 《미나토 상사 코인 세탁소 2》에서 공연한 쿠사카와 타쿠야는 대학생 시절부터 얼굴이 비슷하고, 공연 전부터 그 존재를 알고 있었다고 한다. 또, 공연 후에는 쿠사카와가 소속되어 있는 슈퍼 익스프레스의 실황을 방문[11], MC 중 쿠사카와에게 소개되었다. 그 때 참석한 No.8 차량(슈퍼 특급의 팬 이름)이 모두 그에게 주목해, “앞으로 한 번에 이렇게 주목을 받는 순간은 없다고 느꼈다”고 한다. (2022년 7월 6일 첫 방송 직전의 콜라보레이션 인스타그램 라이브에서) 2022년 생일에 드라마 촬영 전에 쿠사카와로부터 빨간색 NIKE 스니커즈를 받았고, 다음 날 이 스니커즈를 신고 앞서 언급한 인스타그램 라이브를 하고 있다.[12]

- 평소에는 매우 온화하고 냉정함, 귀여움이 있다. 게다가 양키, 착한 청년 등 다양한 역할을 맡고 있기 때문에 아직 많은 영화에 출연하지 않았음에도 불구하고 카멜레온 같은 배우로 불린다.

- MBTI 진단에서 결과는 「ISTP-마스터」라고 보고되었다.(2023년 4월 3일 니시가키 타쿠미의 계정에서 개최한 인스타그램 라이브 「#細田西垣山定例会」에서) 질문 내용의 변경에 의해, MBTI 진단을 다시 실시했을 때, 결과는 「INTP - 논리학자-」라고 보고되었다. (2023년 6월 16일 니시가키 타쿠미 공식 인스타그램 스토리 발췌)

- 아침 식사는 낫토에 밥 먹기 또는 먹지 않음 이라고 한다.

- 가장 좋아하는 음식은 라멘.

## 출연 작품
역할의 굵은 표시는 주연 작품

### 텔레비전 드라마
- 빠졌어, 너에게. 최종화 (2021년 2월 5일, MBS) - 세오 마사히로 역
- 니시오기쿠보 3성 양주당 (2021년 2월 12일 ~ 3월 19일, MBS) - 아마미야 료이치로 (고등학교 시절) 역
- 드래곤 사쿠라 2 (2021년 4월 25일 ~ 2021년 6월 27일, TBS) - 이와이 요시노부 역
- 사라진 첫사랑 (2021년 10월 9일 ~ 12월 18일, TV 아사히) - 나카바야시 히로토 역
- 녹풍당의 사계절 5화 ~ 최종화 (2022년 2월 12일 ~ 2022년 3월 19일, TV 아사히) - 하나오카 센리 역
- 미나토 상사 코인 세탁소 (2022년 7월 7일 ~ 2022년 9월 22일, TV 도쿄) - 카츠키 신타로 역
  - 미나토 상사 코인 세탁소 2 (2023년 7월 6일 - 2023년 9월 21일, TV 도쿄)
- 빠져든 남자에 차고 싶은 여자 (2023년 1월 14일 ~ 2023년 3월 18일, TV 아사히) - 다케다 나오키 역
- 우선 건배하지 않으실래요? 제1화 (2023년 3월 2일, TV 도쿄) - 하루토 역[13]
- 내가 기둥서방을 기르다니 (2023년 3월 29일 ~ 2023년 5월 17일, TBS) - 키리타니 모리오 역
- 그랜마의 우울 제1화 (2023년 4월 8일, 도카이 TV/후지 TV) - 모리타 타츠야 역
- 카자마 키미치카 ~교장0~ 에피소드 3 (2023년 4월 24일, 후지 TV) - 이시키 후우타 역
- 펜딩 트레인 - 8시 23분, 내일 너와 제4화 ~ 제9화 (2023년 5월 12일 - 2023년 6월 16일, TBS) - 카코가와 타츠미 역
- 이직의 마왕님 제6화 (2023년 8월 21일, 간사이 TV/후지 TV) - 코이케 역
- 시간을 달리지마, 연인들 (2023년 10월 10일 ~ 2023년 12월 19일, 간사이 TV/후지 TV) - 히로세 와타루 역
- 봄이 되면 (2024년 1월 15일 ~ 2024년 3월 25일, 간사이 TV/후지 TV) - 구로사와 켄 역
- 마르스 -제로의 혁명- 제1화 (2024년 1월 23일, TV 아사히) - 사와이 겐키 역
- 토요일은 뭐하니!? 이케도라 (2024년 3월 2일 ~ 30일, 간사이 TV/후지 TV) - 주연
- 사정이 있는 여자 다이어리 (2024년 3월 2일, TBS) - 나이토 타쿠시 역
- 고액 당첨되어 버렸습니다 (2024년 3월 23일, 후지 TV) - 이마가와 유토 역
- 얼굴에 먹칠을 하다 (2024년 7월 13일 ~ 2024년 9월 21일, TV 아사히) - 유우키 하루히사 역
- 바다에 잠든 다이아몬드 (2024년 10월 20일 ~, TBS) - 라이토 역
- 나의 보물 제3화 (2024년 10월 31일, 후지 TV) - 시모하라 하야토 역
- 처음 뵙겠습니다 안녕하세요, 이혼해 주세요 (2024년 11월 8일 ~, MBS) - 아마미야 쇼헤이 역
- 정직한 부동산 미네르바 스페셜 (2025년 2월 5일(예정), NHK 종합/NHK BS 프리미엄 4K)

### WEB·전달 드라마
- Change (2022년 8월 3일, YouTube) - 로쿠하라 쥬노스케 역
- 우선 건배하지 않으실래요? ~안주 없는 남자들~ 제1화[13]
- 아직 꿈을 꾸고 싶다 (2024년 7월 26일 ~, Hulu) - 카토 역[14]

### 라디오 드라마
- FM 극장 〈나의 꿈은 아나운서〉 (2022년 2월 5일, NHK-FM) - 우메다 카이토 역[15]

### 영화
- 오늘 밤, 세계에서 이 사랑이 사라진다 해도 (2022년 7월 29일, 도호) - 사에구사 역
- 아키라와 아키라 (2022년 8월 26일 발매, 도호) - 오노 역
- 나의 행복한 결혼 (2023년 3월 17일 공개, 도호) - 오카베 슈타 역
- 고지라-1.0 (2023년 11월 3일 발매, 도호)
- 극장판 마이 홈 히어로 (2024년 3월 8일, 워너 브라더스 영화) - 에노키 역
- 모ㅡ두, 우주인 (2024년 6월 7일 공개, 익스트림) - 쇼 역
- 여섯 명의 거짓말쟁이 대학생 (2024년 11월 22일, 도호) - 하카마다 료 역

### 무대
- 극단☆신칸센 로즈와 사무라이 2 -해적여왕의 귀환- (2022년 9월 ~ 12월, 신바시 댄스홀 외) - 베르나르도 아미스타 역

## 그 외 출연

### 버라이어티
- 랭킹 《키탄나쿠조오》 (2021년 10월 13일 ~, TV 아사히)
- 여우 같은 게 뭐가 나빠? (2022년 4월 3일 ~ 2022년 5월 22일, TV 아사히) - 마에다 에이지 역

### 뮤직비디오
- SEKAI NO OWARI「YOKOHAMA blues」 (2021년)[16]
- 류쿠토소이네고항 「恋をして」 (2023년)
- 아노 「愛してる、なんてね。」 (2024년)

### 광고(CM)
- 플레이스테이션 〈그가 플레이하고 있는 인기 게임은?〉편 (2022년)
- 오츠카 제약 〈오로나민C 드링크 프레프레! 고-고-!〉편 (2022년)
- 크리미 터치 라이너 〈CANMAKE 서점〉편 (2022년)
- 마루미야 식품 산업 〈카큐마!〉 시리즈 〈카케루군〉편 (2023년)
- TOHO 시네마즈 〈광란의 극장〉편 (2023년)

### 기타
- 가나자와 마라톤 2022 (2022년) - 공식 서포터[17][18]

## 서적

### 잡지 연재
- 월간 홋코쿠 액터스 〈쇼심자의 본심〉 (2022년 3월 20일 ~, 홋코쿠 신문)
- 텔레비젼 라이프 〈#SHOTIME〉 (2023년 9월 13일 ~ )

### 사진집
- 니시가키 쇼의 첫 사진집 〈匠-sho-〉 (2023년 9월 29일, 주부와 생활사)[19]